# Anežka Stratilová
Anežka Stratilová, rozená Trávencová (1. června 1883 Skržice, část obce Soběsuky, okres Kroměříž – 30. března 1945 koncentrační tábor Ravensbrück) byla tchyně Ludvíka Svobody a matka jeho manželky Ireny Svobodové. Anežka Stratilová se za protektorátu zapojila do pomoci v odbojové skupině její dcery Ireny, která podporovala parašutisty z výsadku S1/R a prováděla zpravodajskou činnost.

## Život
Anežka Stratilová se narodila 1. června 1883 ve Skržicích číslo popisné 21 (dnes – rok 2024 – je tato malá vesnice část obce Soběsuky v okrese Kroměříž ve Zlínském kraji) jako Anežka Trávencová do rodiny Antonína Trávence (hostinského na Olšině u Skržic) a jeho manželky Marie Trávencové rozené Aberlové. Dne 23. října 1900 ve Zdounkách se Anežka vdala za mlynáře Eduarda Stratila staršího (1873–1948) ze Cvrčovic číslo popisné 4. Manželé zprvu bydleli ve Cvrčovicích. Její manžel v roce 1928 koupil v Uherském Brodě poničený Předbranský mlýn (objekt na tehdejší adrese: Uherský Brod číslo popisné 416), který opravil, zmodernizoval (instaloval tehdy nejnovější mlynářskou technologii) a uvedl jej znovu do provozu. Manželé Stratilovi spolu měli celkem pět dětí (Irenu, Marii, Anežku, Eduarda a Jaroslava):
- Irena Svobodová (rozená Stratilová; 1901–1980)
- Marie Stratilová;[10]
- Anežka Straková (rozená Stratilová; 1902–1954);[11]
- Eduard Stratil mladší (1906–1942);[12]
- Jaroslav Stratil (1910–1942).[13]

### Irena Svobodová
Irena – nejstarší dcera Anežky Stratilové a jejího muže Eduarda Stratila staršího – se ve svých 22 letech na vojenském plese v Kroměříži seznámila s kapitánem Ludvíkem Svobodou. Církevní svatbu měli 11. června 1923 na Velehradě. Ještě v roce 1923 nastoupil Ludvík Svoboda v hodnosti štábního kapitána službu v Československé armádě na Podkarpatské Rusi u 36. pluku v Užhorodě. Manželům Svobodovým se v Kroměříži narodil 15. května 1924 syn Miroslav Svoboda a v Užhorodě 4. prosince 1925 dcera Zoe Svobodová. V roce 1931 se rodina Svobodova vrátila zpět na Moravu (do Hranic na Moravě).

Rodina Ludvíka a Ireny Svobodových
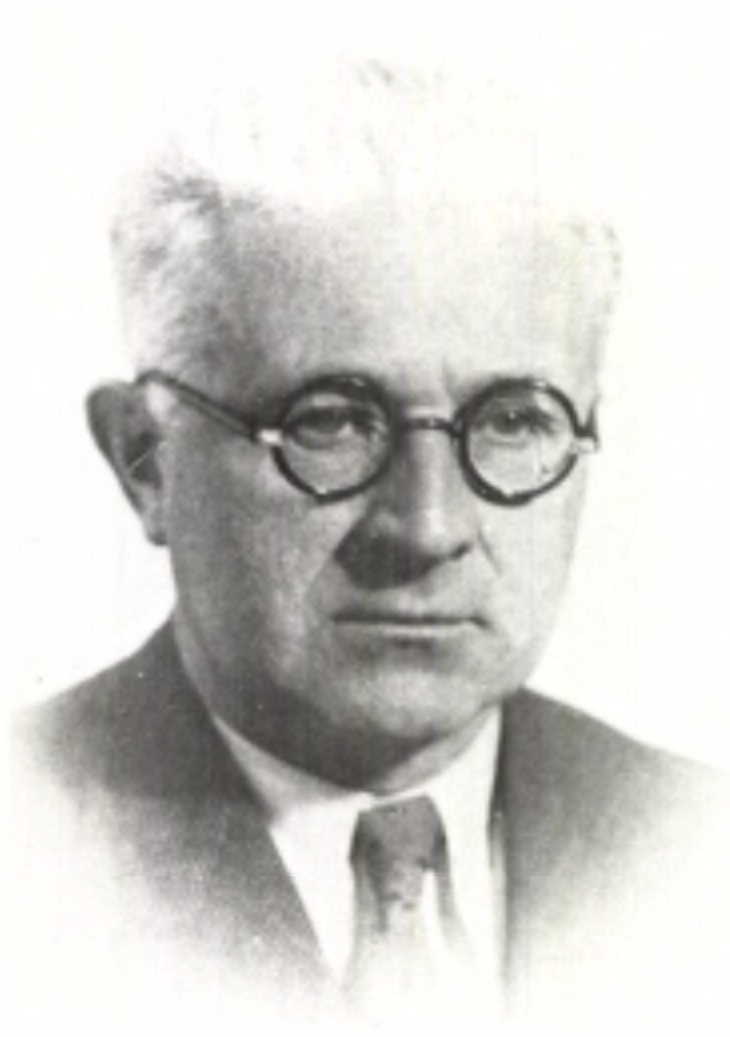
Ludvík Svoboda
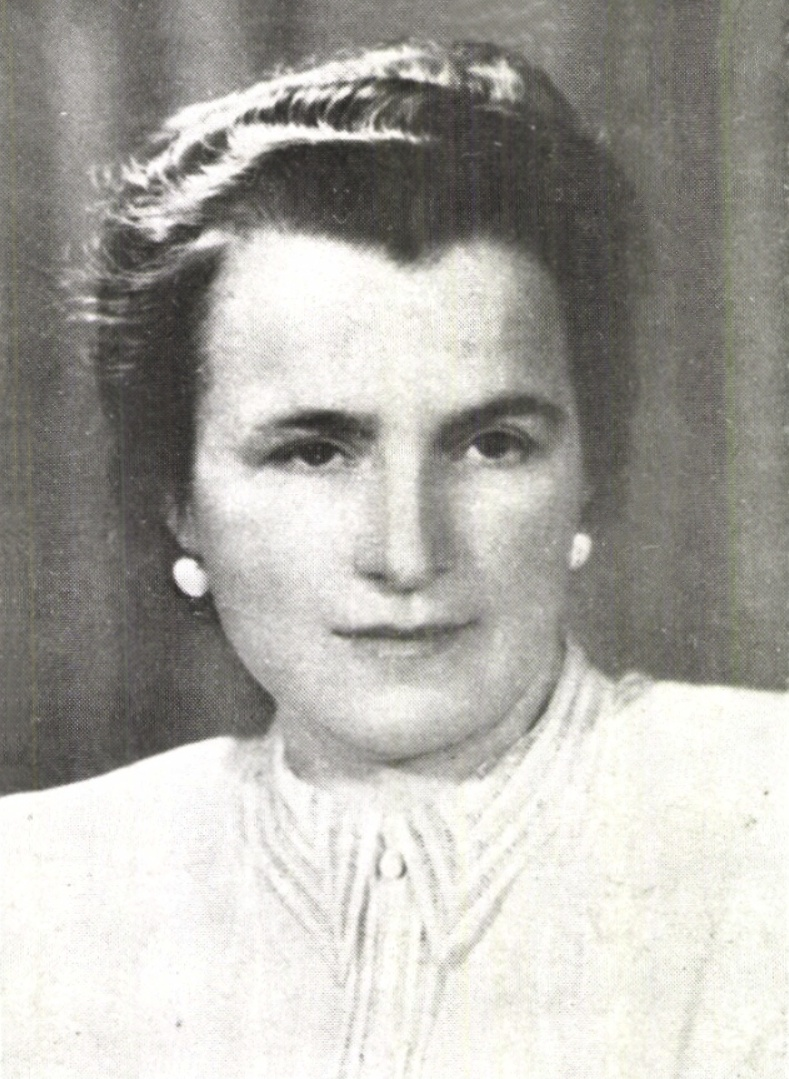
Irena Svobodová
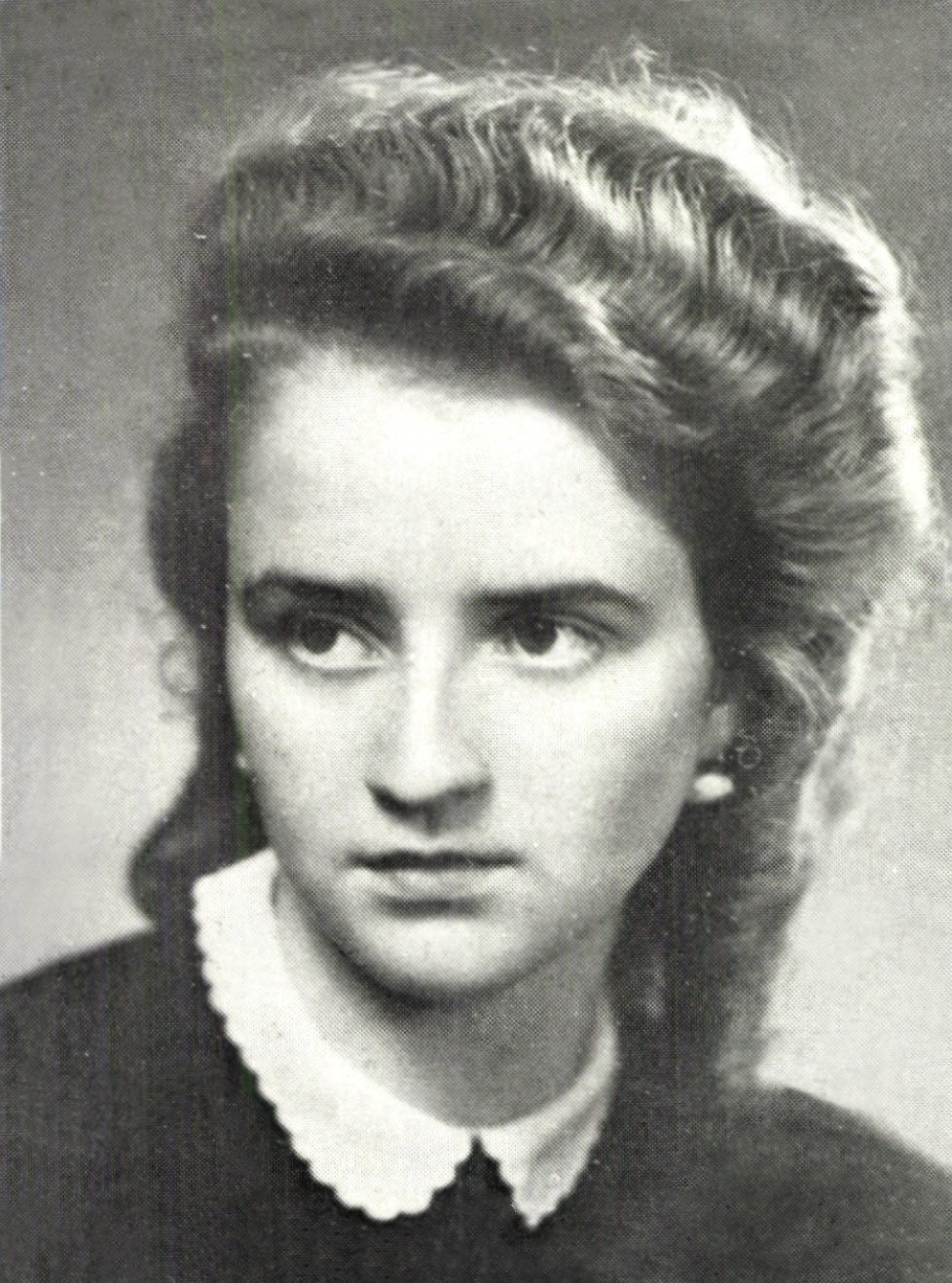
Dcera Zoe
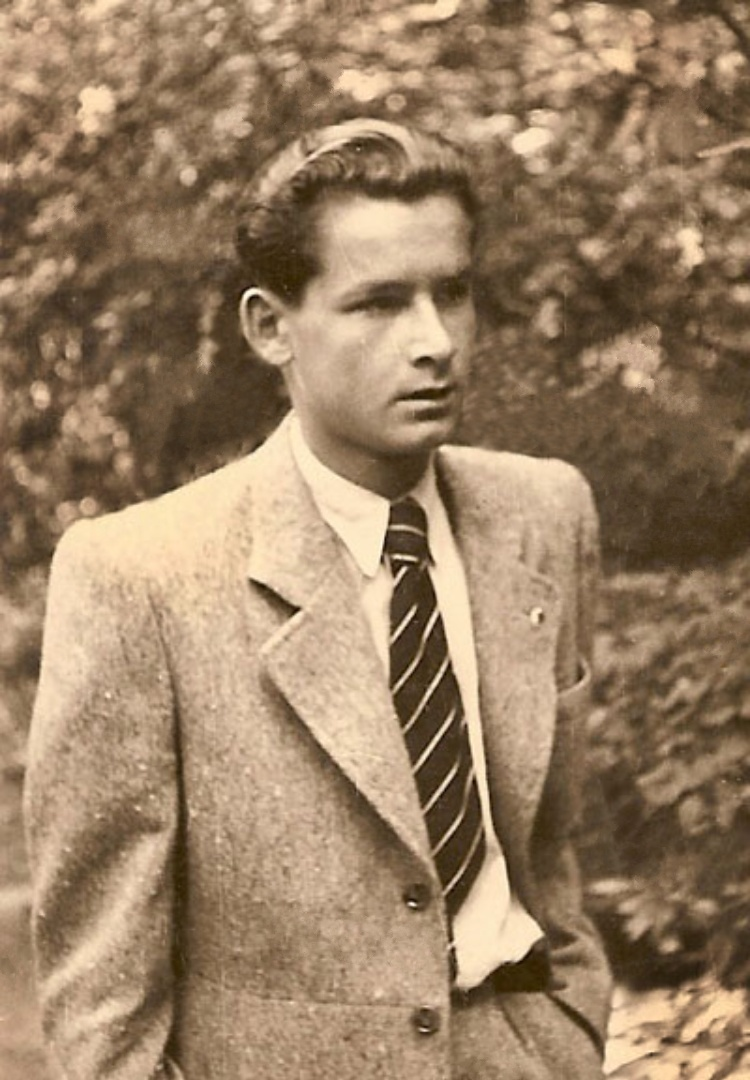
Syn Miroslav

Po nastolení protektorátu (15. března 1939) a obsazení Čech, Moravy a Slezska německými vojsky odešel Ludvík Svoboda ilegálně do Polska. (Dne 5. června 1939 přešel na Ostravsku hranice protektorátu směrem do Krakova). V rodinném domě v Kroměříži zůstala Irena Svobodová ještě společně s dvojicí rodin: rodinou Antonína Raita a rodinou Jindřicha Klusáka. (Obě rodiny byly rodinami dvou příslušníků československých legií na Rusi.)

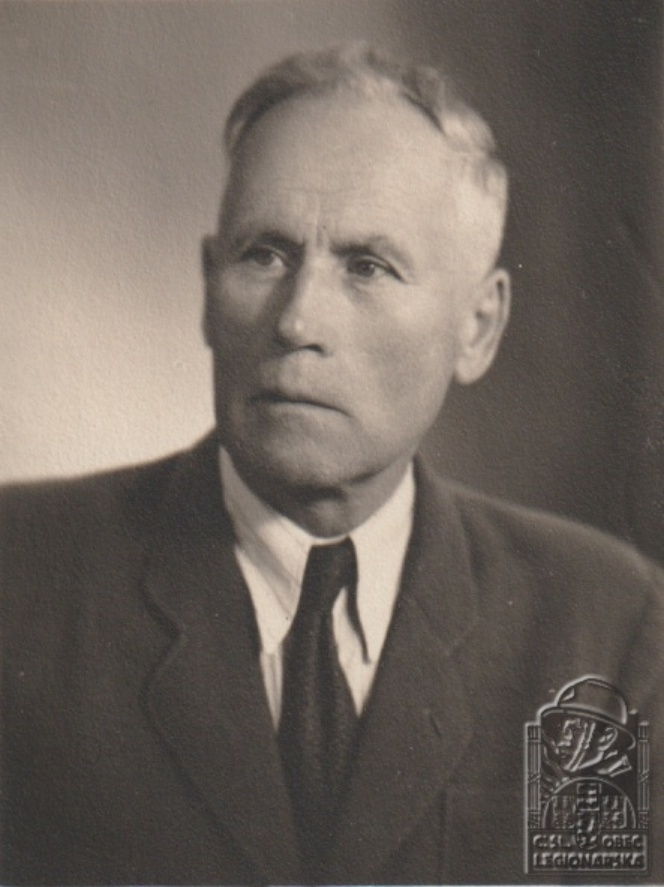
Jindřich Klusák (1892–1967)

Irena Svobodová se záhy zapojila v rámci protiněmeckého odboje do pomoci rodin zatčených a vězněných odbojářů (zásobovala je potravinami), podílela se na organizování útěků bývalých důstojníků rozpuštěné československé armády do Polska a jak ona, tak i její bratři se výraznou měrou angažovali v pomoci členům parašutistického výsadku S1/R. Ten byl organizován Československou vojenskou misí v SSSR (ČsVM), do protektorátu byl vysazen u Dřínova v noci z 9. na 10. září 1941, jeho členové se rozptýlili ale nakonec se jim podařilo sejít se v Kroměříži u Svobodů. Parašutisté se nějakou dobu ukrývali jak v Kroměříži u Svobodů, tak jim azyl poskytl i Irenin bratr Eduard Stratil mladší (1906–1942) v Uherském Brodě jakož i Irenin druhý bratr Jaroslav Stratil (1910–1942) v Nezamyslicích. S podporou parašutistů výsadku S1/R (především zajišťováním potravinových lístků a falešných průkazů totožnosti) pomáhal Ireně Svobodové Antonín Rait a někteří členové jeho rodiny a jeho příbuzní.
Členy výsadku byli: Bohuslav Němec (velitel výsadku), František Ryš, František Brauner a Jan Kasík. Výsadek svoje cíle nesplnil a v důsledku zrady dvou parašutistů z výsadku Aroš – Ferdinanda Čihánka a Rudolfa Mišutky) byli členové S1/R německým protiparašutistickým referátem odhaleni a postupně pozatýkáni (většina z nich již v začátku listopadu 1941).

Tři ze čtyř parašutistů výsadku S1/R
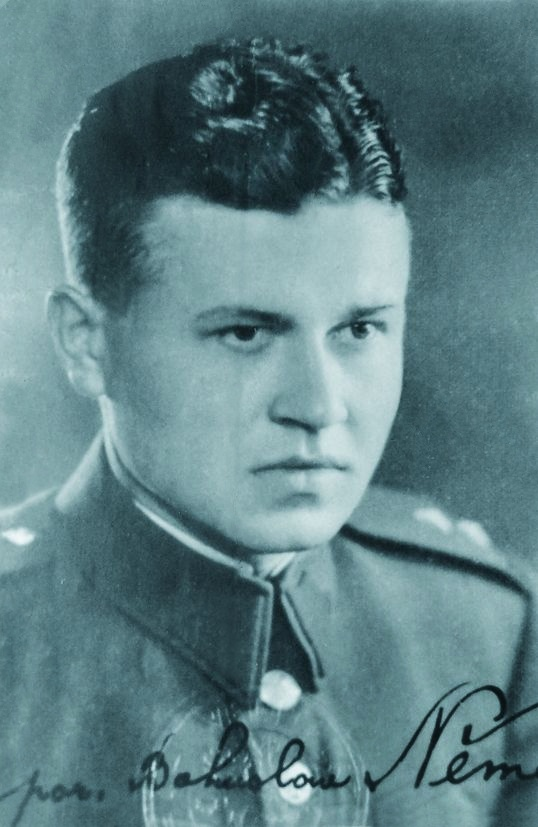
Bohuslav Němec
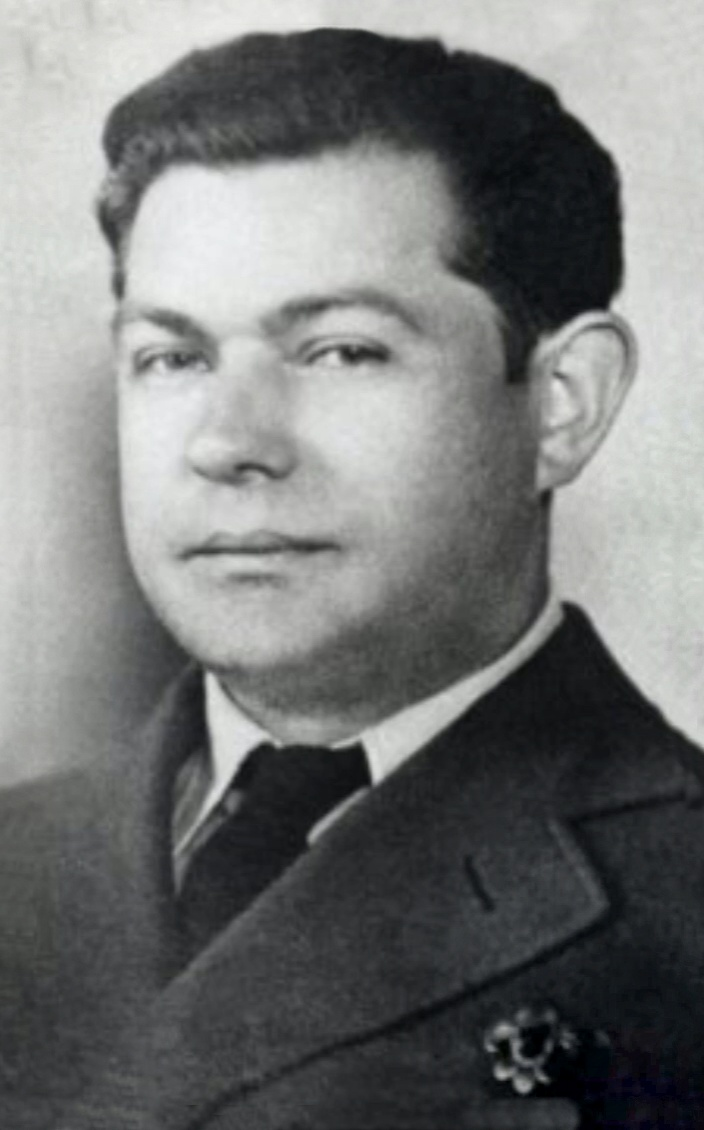
František Ryš
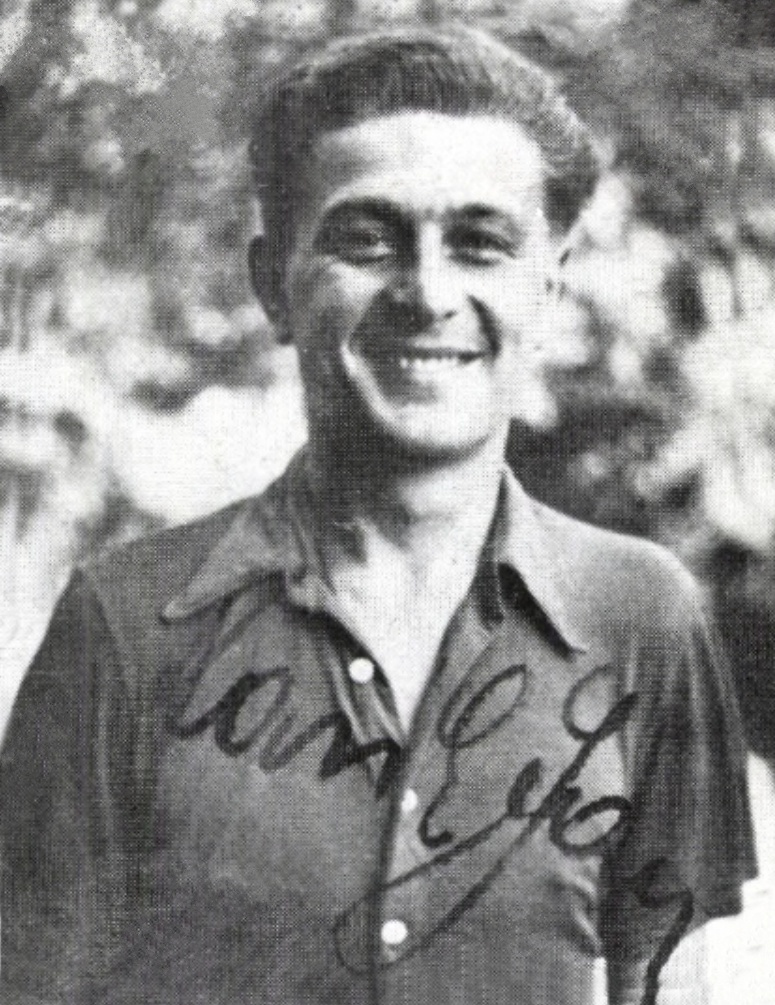
Jan Kasík

Prozrazeny, zatčeny a potrestány byly desítky osob, kteří se podíleli na pomoci parašutistům z výsadku S1/R. Po prozrazení se Irena Svobodová uchýlila s dětmi nejprve do Hroznatína. Zatčení unikla Irena Svobodová a její dcera Zoe jen tím, že se obě ženy dlouhá léta (od listopadu 1941 do května 1945) skrývaly na Českomoravské vrchovině a na různých místech Morava|Moravy (na jižní Moravě) – nejdéle (mezi léty 1943 až 1945) v obci Džbánice (nedaleko Moravského Krumlova). Obě ženy druhou světovou válku přežily.

### Eduard Stratil mladší

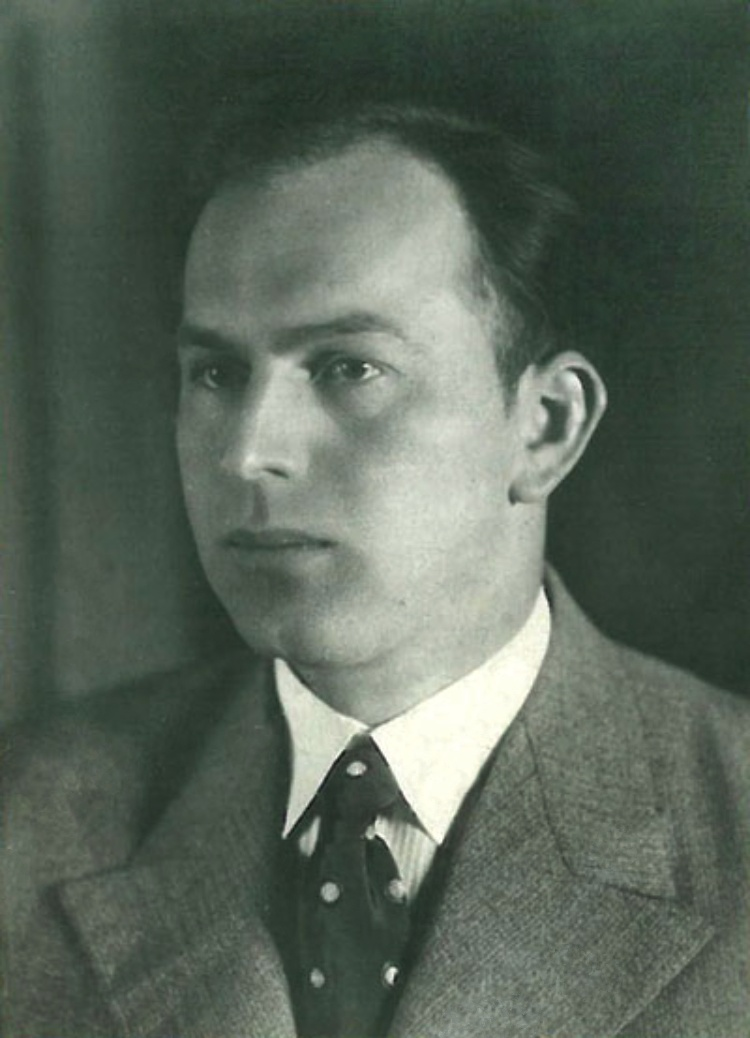
Eduard Stratil mladší – mlynář z Předbranského mlýna v Uherském Brodě

Eduard Stratil mladší (starší bratr Ireny Svobodové; starší syn Anežky Stratilové a jejího muže Eduarda Stratila staršího) se narodil 5. června 1906 ve Cvrčovicích. Od svého otce Eduarda Stratila staršího (1873–1948) převzal v Uherském Brodě mlynářskou živnost v Předbranském mlýně (Uherský Brod, Před branou 416). Jeho manželkou se stala v roce 1938 Barbora Dostálová z Volenova. Mlynář Eduard Stratil mladší byl členem Sokola Uherský Brod. Po prozrazení výsadku S1/R byl Edurad Stratil mladší i jeho otec Edurad Stratil starší zatčeni gestapem 25. listopadu 1941 v Uherském Brodě. Mlynář Eduard Stratil starší byl po kratším věznění posléze propuštěn. (Je pohřben na hřbitově v Kroměříži). 
Stanným soudem v Brně byl Edurad Stratil mladší 22. prosince 1941 odsouzen pro rušení veřejného pořádku a bezpečnosti, pro sabotážní jednání a pro zločin velezrady k předání gestapu a zabavení veškerého majetku. Byl vězněn v Ostravě, Brně a Mauthausenu; trest smrti byl vykonán 7. května 1942 v koncentračním táboře Mauthausen. Jeho jméno je uvedeno na pomníku obětí druhé světové války v Uherském Brodě; na pamětní desce příslušníků Sokola v sokolovně v Uherském Brodě a na tak zvaných Velkých schodech (to jest na historické dominantě města propojující centrum Uherského Brodu s vlakovým nádražím). (Čestný hrob – kenotaf – má na čestném pohřebišti na hřbitově v Kroměříži, oddíl 16).

### Jaroslav Stratil

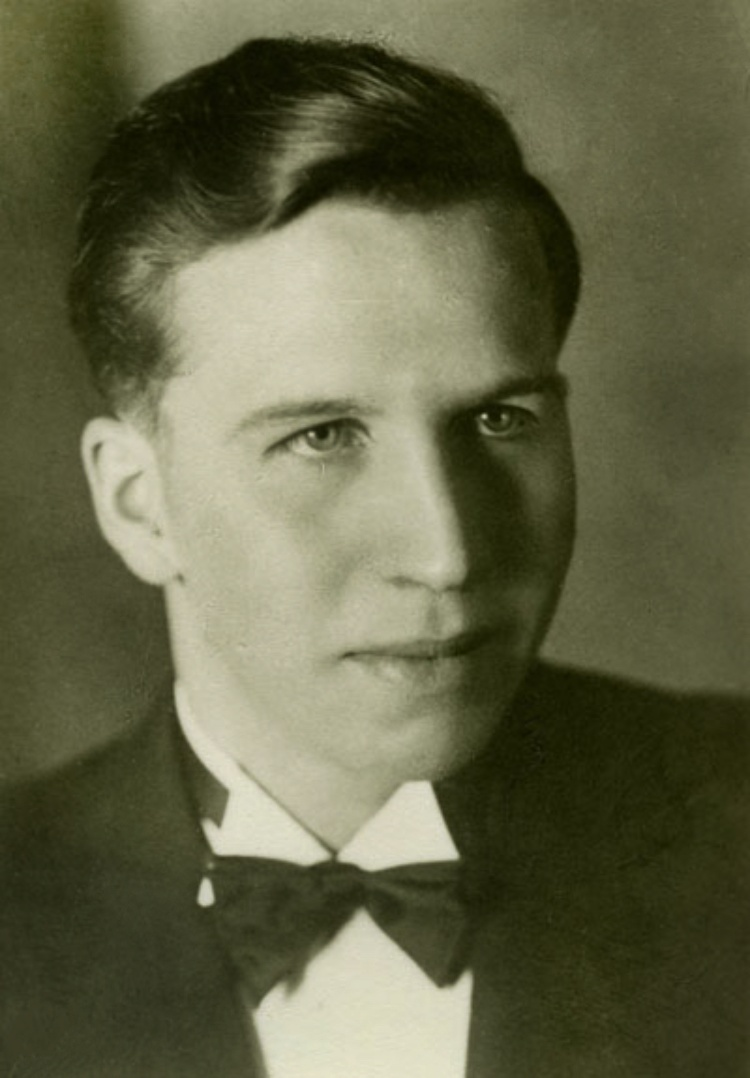
Jaroslav Stratil – mlynář v Nezamyslicích

Jaroslav Stratil (mladší bratr Ireny Svobodové; mladší syn Anežky Stratilové a jejího muže Eduarda Stratila staršího) se narodil 13. dubna 1910 ve Cvrčovicích. I on chtěl pokračovat v mlynářské tradici rodu, ale Předbranský mlýn již svého mlynáře měl (byl jím jeho starší bratr Eduard) a tak mu nezbývalo, než se osamostatnit a pořídit si mlýn jiný. V roce 1939 odkoupil zadlužený a zanedbaný mlýn v Nezamyslicích a uvedl jej do provozu. Po podepsání Mnichovské dohody (30. září 1938) se i s rodiči přestěhovala na Hanou jeho budoucí manželka Vlasta Varhaníčková. S ní se Jaroslav Stratil oženil v červenci 1941. Po prozrazení výsadku S1/R byl Jaroslav Stratil i jeho těhotná manželka Vlasta zatčeni gestapem 25. listopadu 1941 v Nezamyslicích číslo popisné 50. Stanným soudem v Brně byl mlynář Jaroslav Stratil 22. prosince 1941 odsouzen pro rušení veřejného pořádku a bezpečnosti, pro sabotážní jednání a pro zločin velezrady k předání gestapu a zabavení veškerého majetku. Trest smrti byl vykonán 7. května 1942 (kolektivně na 72 osobách) v koncentračním táboře Mauthausen. Jeho jméno je uvedeno na pomníku obětí světových válek v Nezamyslicích a na tak zvaných Velkých schodech (to jest na historické dominantě města propojující centrum Uherského Brodu s vlakovým nádražím). (Čestný hrob – kenotaf – má na čestném pohřebišti na hřbitově v Kroměříži, oddíl 16).

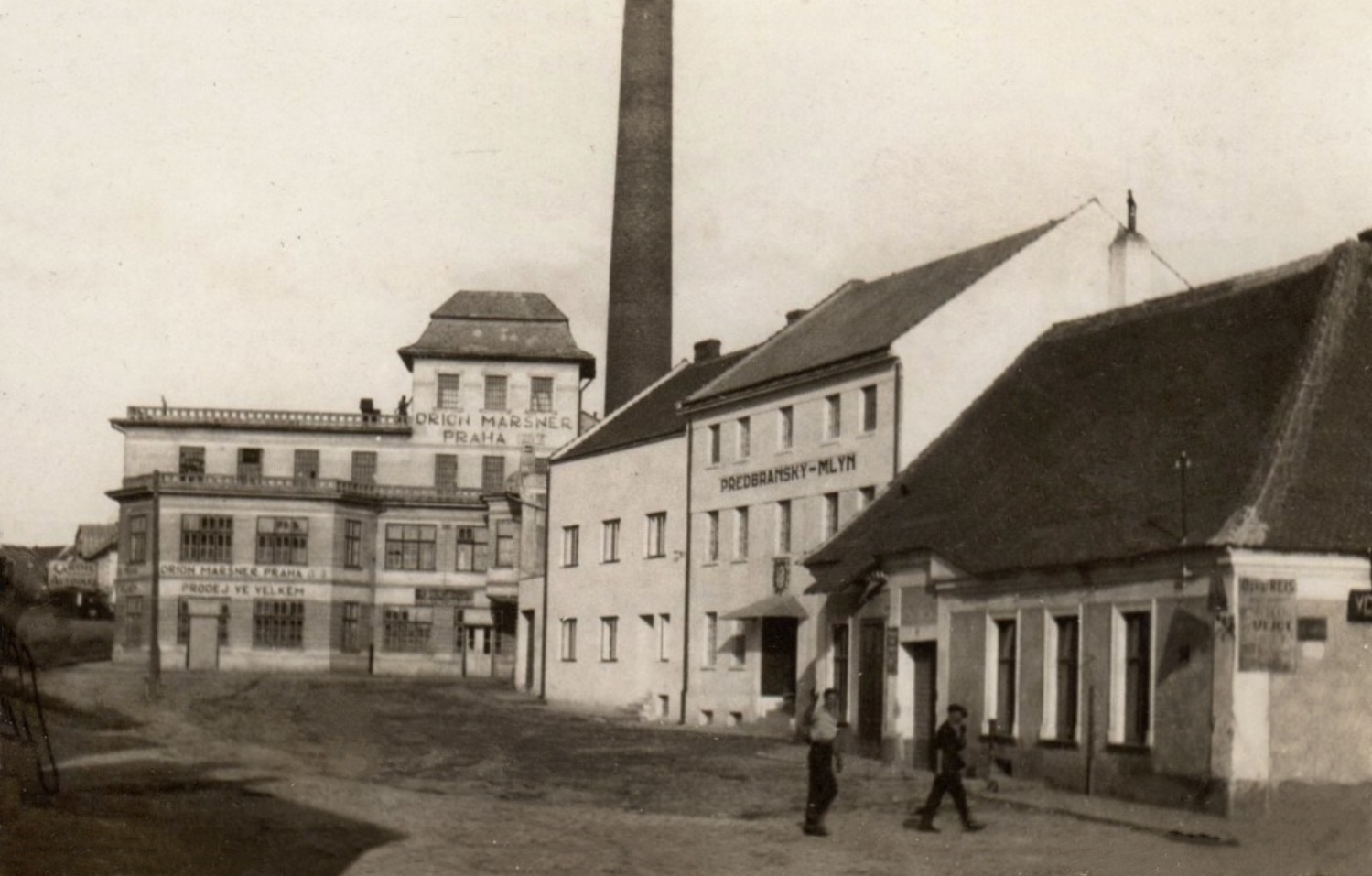
Předbranský mlýn v Uherském Brodě
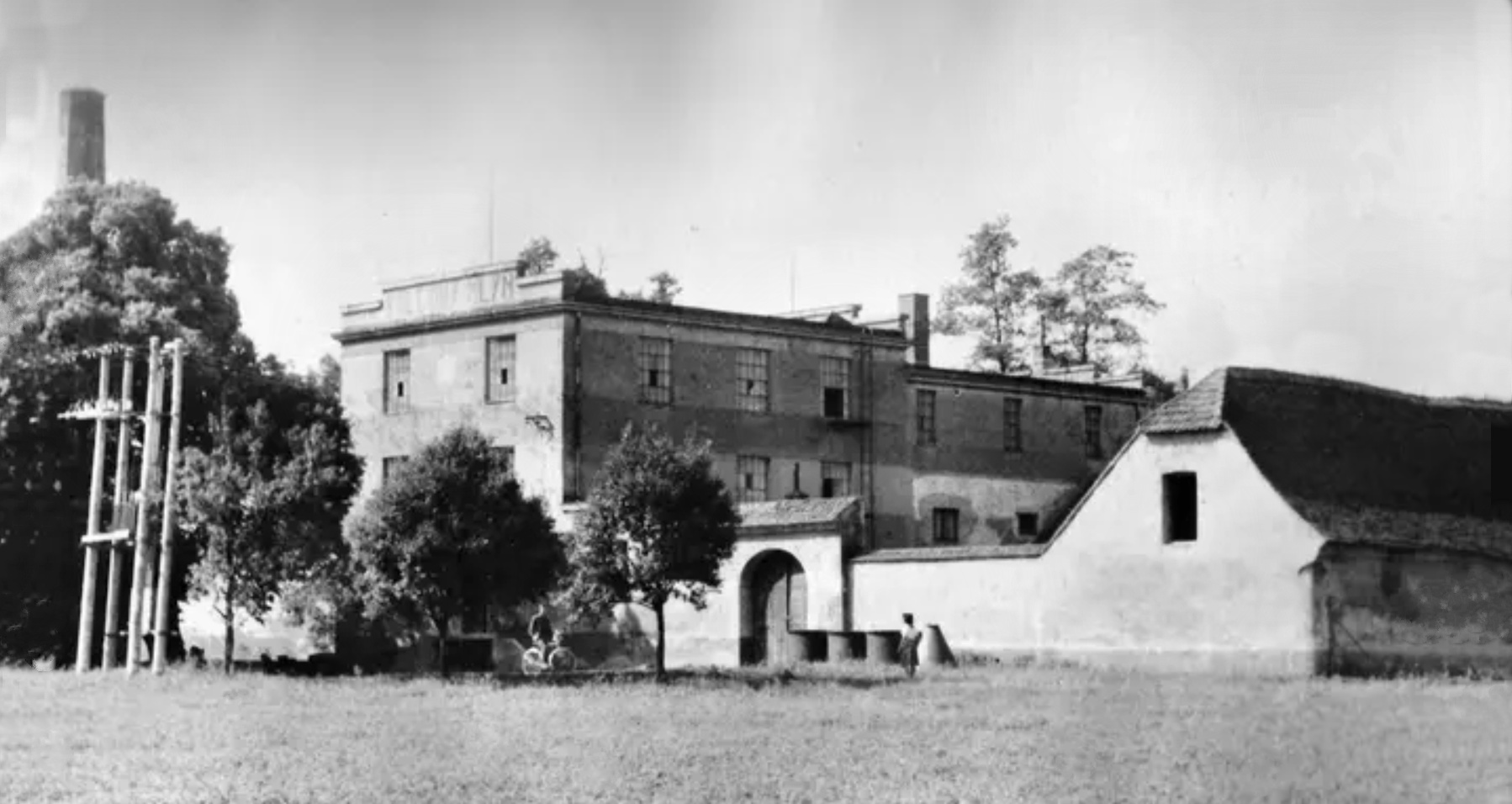
Mlýn v Nezamyslicích

### Miroslav Svoboda
Miroslav Svoboda (jediný syn Ireny a Ludvíka Svobodových; vnuk Anežky Stratilové) se narodil 15. května 1924 v Kroměříži. Svoji školní docházku zahájil v Užhorodě, ale ve 30. letech 20. století (než se Irena a Ludvík natrvalo přestěhovali do Kroměříže) navštěvoval (spolu se svojí sestrou Zoe) měšťanskou školu v Uherském Brodě. Oba sourozenci (Miroslav a Zoe) bydleli u babičky Anežky a dědečka Eduarda v Předbranském mlýně. Po skončení školy nastoupil ke středoškolským studiím na gymnáziu v Kroměříži. Na podzim roku 1941 byl v septimě, když se vydal do Nezamyslic varovat před zatčením svého strýce Jaroslava Stratila (a jednoho z parašutistů z výsadku S1/R, který se v Nezamyslickém mlýně skrýval). Miroslav Svoboda byl zatčen (ve svých necelých 18 letech) gestapem dne 25. listopadu 1941 v Nezamyslicích. Zavražděn byl 7. března 1942 v koncentračním táboře Mauthausen údajně na útěku (podle záznamů gestapa), ale podle dohadů spoluvězňů mu byla vpíchuta benzínová injekce do srdeční krajiny.

### Anežka Stratilová
Mlynářka Anežka Stratilová byla zatčena v listopadu 1941 v Kroměříži společně se svojí švagrovou Marií Stratilovou-Holíkovou, kterou přijela navštívit. Anežka Stratilová byla odsouzena stanným soudem v Brně 22. prosince 1941 pro rušení veřejného pořádku a bezpečnosti, pro sabotážní jednání a pro zločin velezrady k předání gestapu a zabavení veškerého majetku. Byla vězněna na více místech (v Kroměříži, v Ostravě, v Brně v Kounicových kolejích, v Osvětimi) a nakonec v ženském koncentračním táboře v Ravensbrücku. Do Ravensbrücku dorazila s transportem 30. září 1944 (pod vězeňským číslem 73385). Zde byla (krátce před koncem druhé světové války) dne 30. března 1945 zavražděna v plynové komoře (spolu s 3 660 ženami z mnoha Němci okupovaných zemí).
V koncentračním táboře Ravensbrück byla vězněna i do pomoci výsadkářům zapojená hospodyně rodiny Svobodů a Stratilů. Jmenovala se Filomena Málková–Vrbecká (* 1905) a věznění přežila.

Další odbojáři z okruhu ilegální skupiny Ireny Svobodové
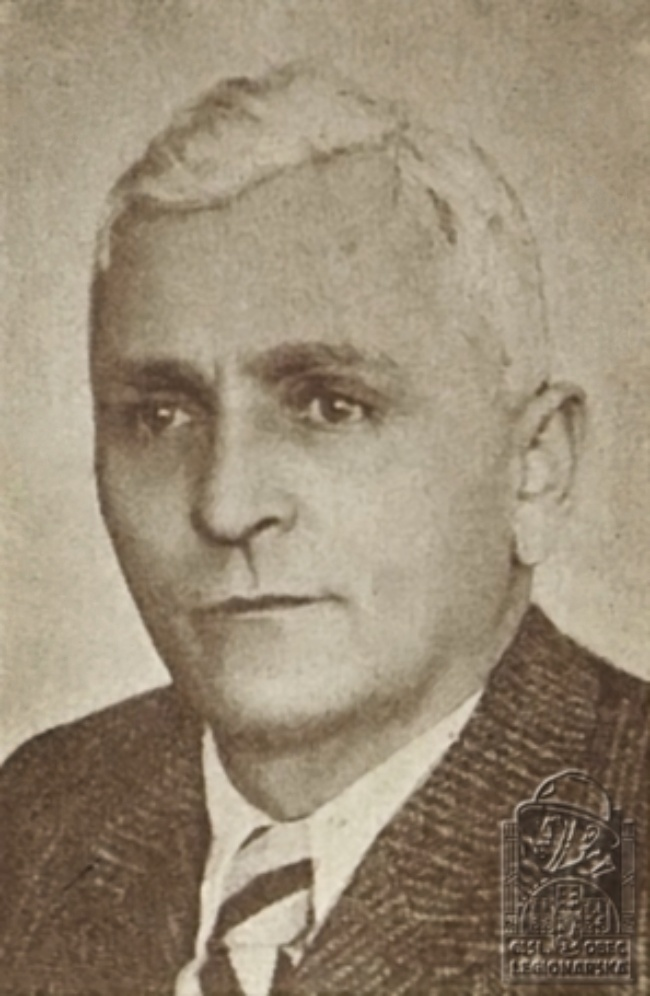
Antonín Rait (1891–1942)
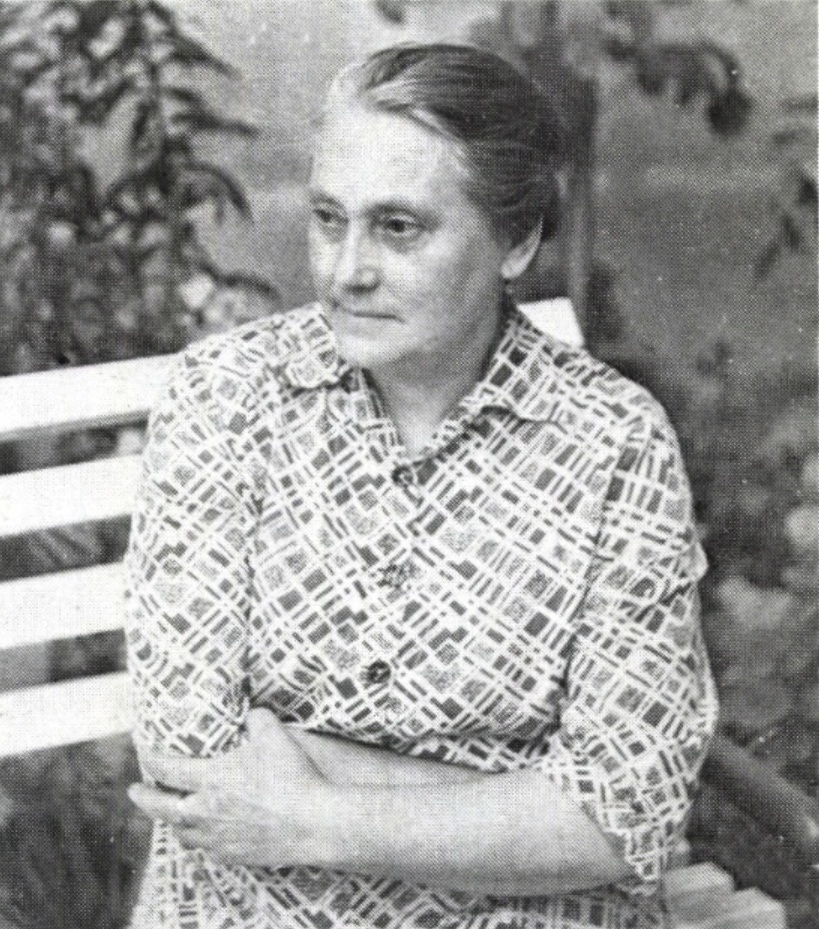
Filomena Málková–Vrbecká (* 1905)

## Připomínky
- Jméno Anežky Stratilové je uvedeno na pomníku obětí druhé světové války v Uherském Brodě.[1]
- Její jméno rovněž figuruje na tzv. Velkých schodech, což je historická dominanta města (propojuje centrum Uherského Brodu s vlakovým nádražím).[1]
- Její kenotaf (symbolický hrob) je na čestném pohřebišti na hřbitově v Kroměříži (oddíl 16).[1]